# Koźlak
Koźlak (deutsch Wilhelmshöh) ist ein Ort in der polnischen Woiwodschaft Ermland-Masuren, der zur Landgemeinde Budry (Buddern) im Powiat Węgorzewski (Kreis Angerburg).

## Geographische Lage
Koźlak liegt im Nordosten der Woiwodschaft Ermland-Masuren, 15 Kilometer nordöstlich der Kreisstadt Węgorzewo (Angerburg).

## Geschichte
Der kleine bis zum 30. September 1862 Abbau Salecker, nach 1898 Wilhelmshöhe und bis 1945 Wilhelmshöh genannte Gutsort war vor 1945 ein Wohnplatz in der Gemeinde Klein Pillacken (1923 bis 1945 Lindenwiese, polnisch Piłaki Małe) im Kreis Angerburg im Regierungsbezirk Gumbinnen der preußischen Provinz Ostpreußen.
In Kriegsfolge kam der Ort 1945 mit dem gesamten südlichen Ostpreußen zu Polen und heißt seitdem „Koźlak“. Er ist heute eine Ortschaft im Verbund der Landgemeinde Budry im Powiat Węgorzewski, vor 1998 der Woiwodschaft Suwałki, seither der Woiwodschaft Ermland-Masuren zugehörig.

## Religionen
Das frühere Wilhelmshöh war bis 1945 in die evangelische Kirche Buddern in der Kirchenprovinz Ostpreußen der Kirche der Altpreußischen Union sowie in die katholische Kirche Zum Guten Hirten Angerburg im Bistum Ermland eingepfarrt.
Heute gehört Koźlak zur evangelischen Kirchengemeinde Węgorzewo, einer Filialgemeinde der Pfarrei in Giżycko (Lötzen) in der Diözese Masuren der Evangelisch-Augsburgischen Kirche in Polen bzw. zur katholischen Pfarrei Budry im Bistum Ełk (Lyck) der Römisch-katholischen Kirche in Polen.

## Verkehr
Koźlak liegt an einer Nebenstraße, die von der polnischen Woiwodschaftsstraße DW 650 – der früheren deutschen Reichsstraße 136 – bei Różanka-Dwór (Rosental) abzweigt und nach Piłaki Małe (Klein Pillacken, 1923 bis 1945 Lindenwiese) führt.